# Ayuntamiento de Rociana del Condado
El Ayuntamiento de Rociana del Condado es el organismo encargado del gobierno y administración del municipio de Rociana del Condado, en la provincia de Huelva. Con esta denominación se conoce también a la casa consistorial que alberga la sede de la administración local y que forma parte del Conjunto Histórico de Rociana del Condado.

## Casa consistorial

### Historia
El edificio original data de aproximadamente 1750. Estaba constituido por una triple arcada franqueada por cuerpos macizos a ambos lados. La casa consistorial disponía de grandes ventanales en la planta baja y de balcones en la planta alta. Una escalinata delantera ocupaba todo el frente del alzado principal. La ampliación se acometió entre 1940 y 1945 y corrió a cargo del arquitecto José María Pérez Carasa, el mismo que llevó a cabo la edificación de la nueva Iglesia de San Bartolomé. Esta ampliación se llevó a cabo sobre el solar colindante ocupado por una pescadería de propiedad municipal, respetando la organización del edificio original al trasladar el eje de simetría al antiguo cuerpo lateral de la escalera, donde actualmente se encuentra la puerta con arco de medio punto.
En marzo de 1991, comenzaron las obras de rehabilitación bajo la dirección de la arquitecta Alicia de Navascués, encargada de la reorganización interna del inmueble conforme al programa de necesidades. Estas obras se ejecutaron durante 18 meses, siendo utilizada como sede temporal de la administración local el edificio de La Hacienda.

### Descripción
El actual edificio es de estilo barroco y ocupa un solar rectangular de 522,7 m2 de superficie, que hace esquina entre las calles San Bartolomé y la plaza de la Constitución, contigua a la plaza de España y a la parroquia. El ayuntamiento consta de dos plantas y tres crujías paralelas a la fachada, con escalera centrada en la última crujía y dos patios de luces en el fondo de la parcela. 
La fachada es simétrica, constando de tres cuerpos. El cuerpo central culmina en un castillete para el reloj, sobre el que a su vez se ubica un cuerpo de campanas de planta cuadrada, el cual está rematado por un capitel octogonal coronado por una veleta. En su zona media se ubica el balcón principal, mientras que en la parte baja se halla la puerta principal de acceso de arco de medio punto. Los dos cuerpos laterales presentan galerías de arcadas compuestas por tres arcos cada una sobre columnas, cerrados por ventanas acristaladas y con rejería de carácter regional, siendo el lugar que ocupaba en el edificio original el vestíbulo abierto.

## Administración local
La actual corporación local surgida de las elecciones municipales de 2019, está compuesta un total de 13 concejales, resultando elegidos 7 concejales del PSOE, 5 concejales del PP y 1 concejal de Ciudadanos, por lo que el gobierno local recae en solitario en los miembros del Partido Socialista, formado por el alcalde, Diego Pichardo Rivero (quien además ocupa las concejalías de Urbanismo y Hacienda) cuatro tenientes de alcalde y dos concejales.